# Kim Seong-hye
Pour les articles homonymes, voir Kim.
Kim Song-hye, née en 1965, est une femme politique nord-coréenne. À la tête du bureau du secrétariat du comité pour la réunification pacifique de la patrie (en) (CPRK), elle participe à de nombreuses négociations entre la Corée du Nord et la Corée du Sud. Elle participe aux pourparlers du sommet inter-coréen de 2000, aux 15e et 16e pourparlers ministériels Nord-Sud en 2005, au sommet inter-coréen de 2007, et plus particulièrement aux pourparlers intercoréens de 2013 où elle dirige la délégation du gouvernement nord-coréen.
Kim participe à l'accueil de nombreux dignitaires sud-coréens en visite dans le Nord, dont le futur président de la Corée du Sud Park Geun-hye en 2002, l'ancienne première dame de Corée du Sud (en) Lee Hee-ho en 2011 et l'Orchestre philharmonique de Séoul en 2012.
Il est très inhabituel qu'une femme soit chargée d'un domaine important de la politique étrangère en Corée du Nord. Par conséquent, Kim est qualifiée de « femme qui travaille dur pour les affaires sud-coréennes ». Ses vêtements féminins se démarquent dans les délégations nord-coréennes majoritairement masculines et attirent l'attention des médias. Le rôle de premier plan de Kim en tant que négociatrice est expliqué comme un geste d'amitié de la part du gouvernement nord-coréen ainsi qu'un moyen d'égaler la présidence de Park Geun-hye, la première femme présidente de Corée du Sud.

## Jeunesse
Kim Seong-hye est née en 1965. Décrite comme « très intelligente », elle est peut-être diplômée de l'université Kim Il-sung, bien que « son parcours académique précis ne soit connu ».

## Carrière

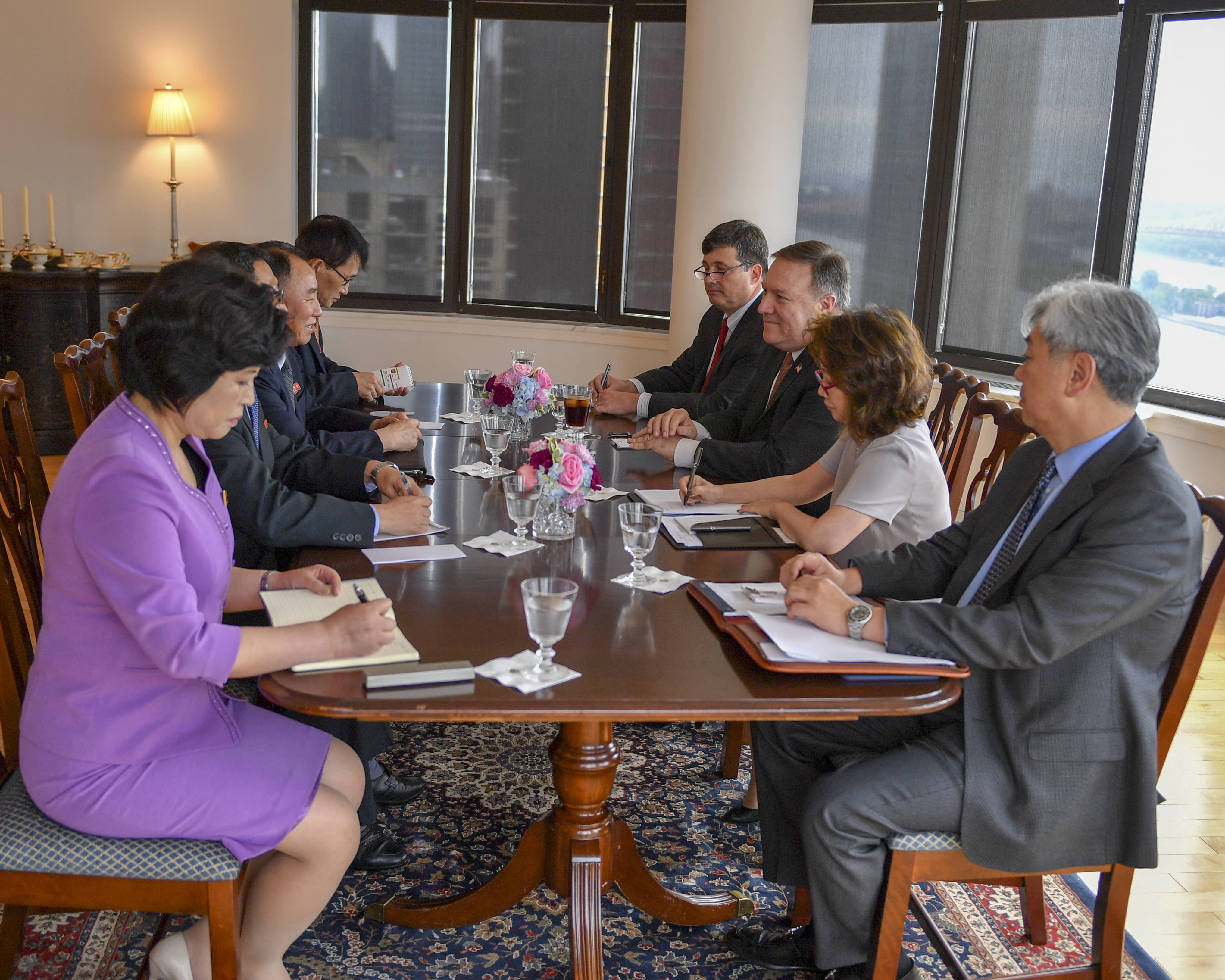
Kim en négociations avec le secrétaire d'État américain Mike Pompeo

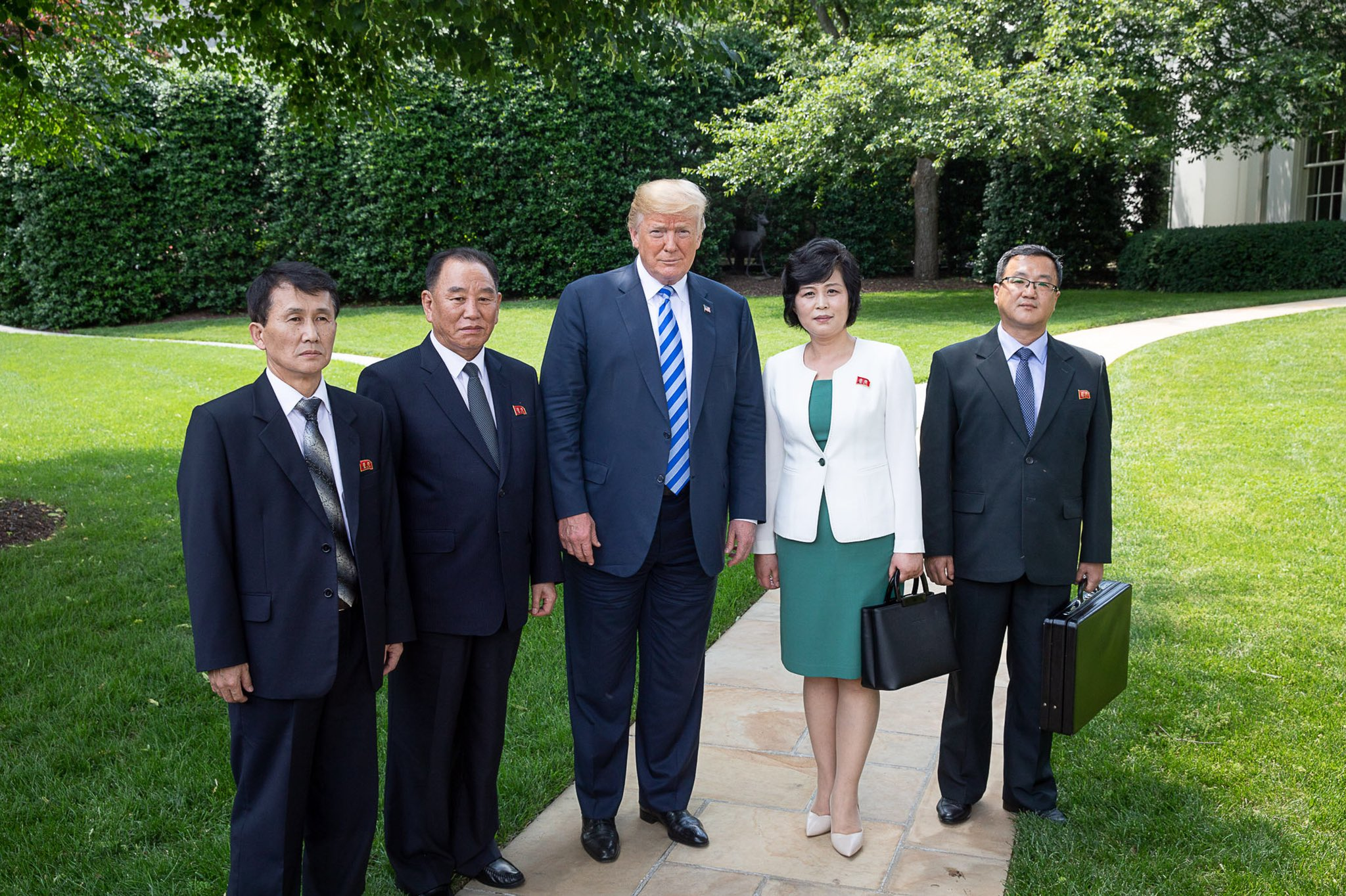
Kim Song-hye avec Donald Trump

Kim Seong-hye est la cheffe du bureau du secrétariat du comité pour la réunification pacifique de la patrie (en) (CPRK), une organisation de façade du Parti du travail de Corée (WPK) au pouvoir pour gérer les affaires intercoréennes et la question de la réunification. Elle a également un poste dans le Département Propagande et Agitation du parti. Son poste équivaut à celui de ministre sud-coréen de l'Unification.
Kim fait partie de la délégation du Nord négociant la déclaration conjointe Nord-Sud du 15 juin (en) lors du sommet inter-coréen de 2000. En 2005, elle participe aux 15e pourparlers ministériels Nord-Sud à Séoul, elle est l'une des trois femmes déléguées, les premières jamais envoyées aux pourparlers au niveau du cabinet par la Corée du Nord. Au total, Kim visite la capitale sud-coréenne Séoul plus de 10 fois. Elle est également présente aux 16e pourparlers ministériels qui se tiennent à Pyongyang. De même, elle interagit avec la délégation sud-coréenne lors du sommet inter-coréen de 2007.
Elle accueille Lee Hee-ho, l'ancienne première dame de Corée du Sud (en), lors de sa visite à Pyongyang pour les funérailles d'État de Kim Jong-il en décembre 2011. L'année suivante, elle reçoit l'Orchestre philharmonique de Séoul lors de sa visite.
En 2013, elle dirige la délégation nord-coréenne des pourparlers de travail inter-coréens à la Maison de la liberté dans la Joint Security Area,.
Il est rare qu'une femme nord-coréenne travaille dans le domaine des relations intercoréennes. En conséquence, Kim reçoit le surnom de « femme qui travaille dur pour les affaires sud-coréennes ». Lors des entretiens ministériels Nord-Sud de 2005, elle attire l'attention des médias en se démarquant de la délégation majoritairement masculine habillée de façon conservatrice avec son costume deux pièces blanc. Lorsque le ministre sud-coréen de l'Unification Chung Dong-young la décrit, il note que le respect des femmes est une caractéristique de la culture coréenne.
Les experts interprètent son rôle de négociatrice lors des pourparlers de 2013 comme une implication du gouvernement nord-coréen souhaitant mener les pourparlers dans une ambiance amicale. Sa présence serait également un moyen pour la Corée du Nord d'essayer d'égaler la position de Park Geun-hye, la première femme présidente de Corée du Sud, que Kim accueille lors d'une visite à Pyongyang en 2002 avant sa présidence. Lors de la réunion de 2013, elle est remarquée pour porter un costume turquoise similaire à celui porté par Ri Sol-ju, l'épouse de Kim Jong-un lorsqu'elle est présentée au public en tant que première dame de Corée du Nord. Kim Seong-hye porte également des talons hauts, ce qui est interprété comme l'adoption de la mode occidentale au détriment du confort.
En 2018, elle accompagne Kim Yo-jong en tant que membre de la délégation nord-coréenne aux Jeux olympiques d'hiver de 2018 à Pyeongchang, en Corée du Sud. Elle participe également à des réunions en amont du sommet Corée du Nord-États-Unis de 2018 avec le secrétaire d'État américain Mike Pompeo et le président Donald Trump,. Elle fait également partie de la délégation au sommet lui-même.